# Eberhard von Stohrer

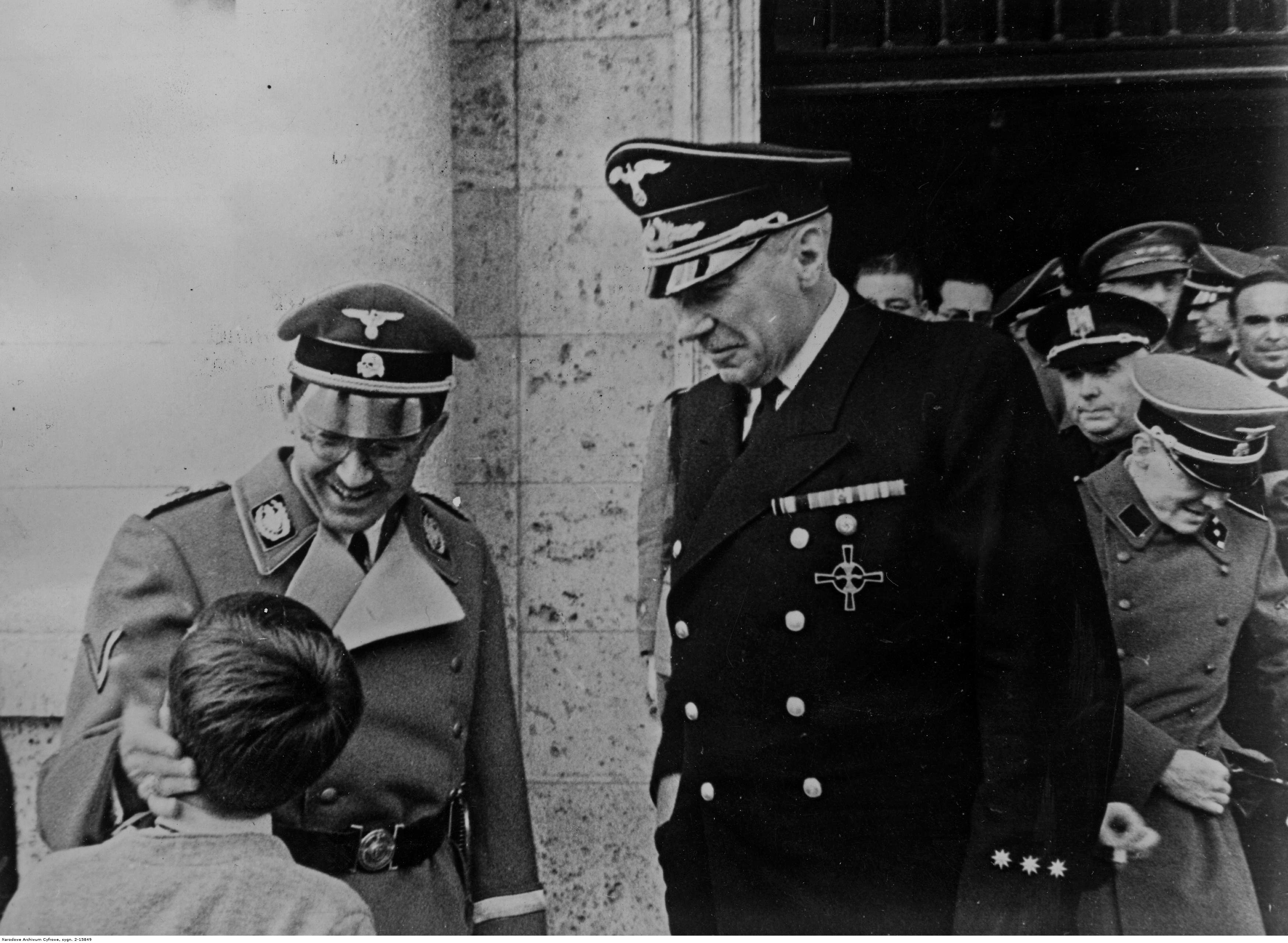
Eberhard von Stohrer (rechts) mit Heinrich Himmler in Madrid (1940).

Eberhard von Stohrer (* 5. Februar 1883 in Stuttgart; † 7. März 1953 in Konstanz) war ein Botschafter des Deutschen Reichs.

## Leben
Sein Vater war der spätere württembergische General der Infanterie Karl von Stohrer (1850–1920). Stohrer studierte Rechtswissenschaften in Tübingen, Bonn, München, Lausanne und Berlin. Er trat 1910 aus dem württembergischen Justizdienst in den auswärtigen Dienst des Reichs ein. 1913 bis 1919 war er Botschaftssekretär in Spanien und zog hier ein Agentennetz gegen die Westmächte auf. Als Anerkennung erhielt er das Eiserne Kreuz 2. Klasse. Ab 1923 leitete er die Presse-Abteilung im Auswärtigen Amt, ab August 1924 die Personalabteilung, als Ministerialdirektor. Nach niedrigeren Botschaftsposten in Sofia, Brüssel und London wurde er im November 1926 zum Gesandten im Königreich Ägypten ernannt. In Kairo vertrat er das Reich bei Verhandlungen mit der ägyptischen Regierung, welche die Rückgabe der Büste der Nofretete aus der Ägyptischen Abteilung der königlich preußischen Kunstsammlungen in Berlin forderte. Diese Verhandlungen scheiterten am Widerstand Adolf Hitlers. 1935 war er Diplomat in Bukarest. Im April 1936 war er bei einer Autoreise in der Sahara nach einem Sandsturm 50 Kilometer von der Piste abgekommen. Ein britischer Flieger fand ihn nach vier Tagen.
Im Juli 1936 erhielt von Stohrer sein Akkreditierungsschreiben für die Regierung der Republik Spanien. Am 1. September 1936 trat er der NSDAP bei. Da Hitler sich gegenüber dem Putsch von Francisco Franco in diesem Moment nicht festlegen wollte, gab Stohrer das Akkreditierungsschreiben nicht ab. Nachdem Wilhelm Faupel undiplomatisch-neugierig in strategischen Fragen gewesen war, wurde Stohrer Ende August 1937 als Botschafter zur Putschregierung der Unión Militar Española (UME) nach Salamanca entsandt. In Madrid war Stohrer an Intrigen beteiligt, mit denen die Nationalsozialisten Spanien in den Weltkrieg hineinziehen wollten. Er bezog in diesen Intrigen nach eigenen Angaben (getätigt 1948 und nicht überprüfbar) Position gegen die deutschen Pläne.
1941–1942 leitete er die Botschaft in Madrid. 1943 wurde er seines Amts enthoben und nach Berlin zurückbeordert, wo er bis Kriegsende 1945 im Außenministerium Dienst tat.
Über die Vorgänge an der deutschen Botschaft in dieser Zeit existiert der unveröffentlichte romanhafte Bericht Abu-el-Widán, der von einem angeblichen Berthold Koenig verfasst wurde. Man vermutete, dass dies ein Pseudonym Stohrers ist.